# Argus Motoren
Argus Motoren foi uma empresa alemã que desenvolvia, criava e produzia motores para aeronaves, famosa pela sua gama de pequenos motores em V invertidos e pelo motor a jacto da bomba voadora, uma das wunderwaffen, a V-1. Fundada em 1906, a empresa produzia também motores para automóveis e embarcações, contudo, a partir de 1926, começou a dedicar-se exclusivamente às aeronaves.
Fundada em Berlim em 1906 como subsidiária da empresa automobilística Henri Jeannin, a Argus lançou-se independente no mercado a Novembro do mesmo ano. À época a sua produção era dedicada exclusivamente a motores para embarcações e automóveis, mas depois de ter sido contratada pela Ville de Paris para conceber um motor para um hidroavião francês, a Argus lançou-se na indústria de motores para aeronaves, ganhando destaque suficiente para, em 1910, ser contratada para desenvolver um motor para aeronaves russas de grande porte que estavam a ser construídas pela Sikorsky.
Com a chegada da Primeira Guerra Mundial, a Argus abasteceu as Forças Imperiais Alemãs com motores para as forças terrestres e a recém-nascida força aérea alemã. Depois da grande guerra, continuou a conceber motores para automóveis.
Em 1926 a companhia decidiu focar-se exclusivamente na produção de motores para aeronaves, produzindo uma série de motores em V invertidos. Embora estes motores fossem "pequenos" ou de "pouca força", foram largamente usados antes e durante a Segunda Guerra Mundial em aeronaves de treino e em diversas aeronaves de combate. O seu design mais famoso era o Argus As 10, usado pelo Fieseler Fi 156 Storch, Arado Ar 66 e pelo Focke-Wulf Fw 56 Stosser; e o Argus as 410, usado em muitas aeronaves de treino alemãs, incluindo o Arado Ar 96 e o Focke-Wulf Fw 189.